# WSC Frisia 1895 Wilhelmshaven
Maillots
Le WSC Frisia 1895 Wilhelmshaven est un club allemand de football, localisé à Wilhelmshaven, au Nord-Ouest de la Basse-Saxe.
Le club tire son nom d’une fusion, survenue en 1951, entre le SC Frisia 1903 Wilhelmshaven et le Wilhelmhavener SC. 
En plus du Football, le club actuel comporte, des sections d’Escrime et de Gymnastique.

## Histoire (section football)
Le Frisia fut créé le 7 juillet 1903 sous l’appellation complète de FC Frisia 03 Wilhelmshaven. Il joua sa première rencontre le 15 août suivant et gagna (1-4) contre le FC Fresania. Le 5 octobre 1903, le cercle disputa son premier match à domicile et battit le FC Oldenburg par 8 à 0.
Le 25 septembre 1905, le FC Frisia 1903 fut un des fondateurs d’une fédération locale appelée Verband Wilhelmshavener Ballspielvereine (VWBV). Le club en remporta le premier championnat en 1906. La VWVB devint rapidement membre de la Norddeutscher Spiel-Verband (NSV) puis fut dissoute en 1907. Les équipes qui la composaient participèrent alors aux compétitions avec la  Bremer Fußball-Vereine puis comme Bezirk IX de la NSV.
Le 1er août 1906, le FC Frisia 1903 fusionna avec le Wilhelmshavener Schüler-Sportverein pour former le SC Frisia 03 Wilhelmshaven.
Le Frisia s’avéra être un des clubs forts de sa région jusqu’aux années 1920.
Lors de la saison 1908-1909, il gagna à nouveau sa ligue locale, appelé Championnat d’Oldenburg. Cela le qualifia pour le tour final du Championnat d’Allemagne du Nord, où il s’inclina contre le Bremer SC 1891. La saison suivante, le FC Frisia 1903 fut éliminé par le FV Werder 1899 Bremen.
En 1919, le SC Frisia participa une 3e fois au Championnat d’Allemagne du Nord et fut sorti par le Bremer SC.
Le club quitta ensuite la plus haute ligue régionale pour n’y revenir qu’en 1925, dans une ligue portant alors le nom de Weser-Jade. Il redescendit après trois saisons.
En 1945, le club fut dissous par les Alliés, comme tous les clubs et associations allemands (voir Directive n°23). Rapidement reconstitué, le club fusionna en 1948 avec le ATSV Heppens 1895 puis en 1951 avec le Wilhelmshavener SC pour former l’actuel WSC Frisia 1895
Lors de la saison 1949-1950, le Frisia Wilhelmshaven joua en Amateurliga Niedersachsen, Groupe 1, une ligue partagée en 8 groupes, située au niveau trois de la hiérarchie sous l’Oberliga Nord, une des 5 ligues de niveau 1 créées, en 1947, par la DFB, et l’Amateuroberliga Niedersachsen.
En 1954, le WSC Frisia 1895 Wilhelmshaven fut relégué au niveau 4. Il revint en 1957 et remporta directement le titre de l’Amateuriga Niedersachsen, Groupe 1 en fin de saison 1957-1958. Cela ne lui permit pas de monter au 2e niveau.
Le club resta quelques saisons dans le haut du tableau et fut vice-champion en 1963 derrière son rival voisin du SpVgg Wilhelmshaven.
L’Amateurliga Niedersachsen devint alors une ligue de niveau 4 à la suite de la création de la Bundesliga et à l’instauration des Regionalligen aux niveaux 1 et 2.
À la fin de la saison 1963-1964, la Niedersächsischer Fußballverband restructura ses ligues. Le niveau 3 ne fut plus l’Amateuroberliga mais l’Amateurliga Niedersachsen, tandis que le niveau 4 devint la Verbansliga Niedersachsen, répartie en quatre groupes (Nord, Est, Ouest et Sud). En 1964, le WSC Frisia 1895 Wilhelmshaven fut sacré champion au niveau 4 en Amateuriga Niedersachsen, Groupe 1 jouée pour la dernière fois sous cette appellation. Le club monta au 3e niveau.
Terminant 17e sur 18, le club redescendit après une saison. Il fut alors versé en Verbansliga Niedersachsen, Groupe Nord. Il y évolua jusqu’en fin de saison 1972-1973 puis descendit au niveau 5.
Depuis lors, il resta dans les ligues inférieures de sa région. En 2010- 2011, le WSC Frisia 1895 Wilhelmshavenlutte pour le maintien en Bezirksliga Weser-Ems, Groupe 2. Cette ligue est située au 6e niveau de la hiérarchie de la DFB.

## Palmarès
- Champion de la Verband Wilhelmshaven Ballspiel Verein (VWBV): 1906.
- Champion du Championnat d’Oldenburg: 1909, 1910, 1919.
- Champion de l’Amateurliga Niedersachsen, Groupe 1: 1958.
- Champion de l’Amateurliga Niedersachsen, Groupe 1: 1964.